# Anabolia subquadrata
Anabolia subquadrata là một loài Trichoptera trong họ Limnephilidae. Chúng phân bố ở miền Cổ bắc.